# Glen Keane
Pour les articles homonymes, voir Keane.
Glen Keane est un animateur, réalisateur et scénariste américain né le 13 avril 1954 à Philadelphie en Pennsylvanie. Il travaille principalement pour le studio Walt Disney Pictures où il crée et anime des personnages comme la Bête, Ariel, Tarzan ou encore Raiponce. Ayant travaillé 38 ans pour Walt Disney Animation Studios (de 1974 à 2012), il démissionne pour trouver de nouvelles voies d’exploration. Il anime et réalise trois courts-métrages : Duet (2014) ; Nephtali (2015) avec Benoît Philippon et Dear Basketball (2017) pour lequel il gagne, avec Kobe Bryant, l’Oscar du meilleur court-métrage d’animation 2018.
C’est chez Netflix, dans la branche animation, qu’il réalise son premier long-métrage animé : Voyage vers la Lune. Réalisé avec son ami collaborateur John Kahrs, le long-métrage est fondé sur un scénario original d’Audrey Wells.

## Biographie
Glen Keane naît à Philadelphie, en Pennsylvanie, fils du dessinateur Bil Keane (créateur de The Family Circus), et de Thelma « Thel » Carne Keane. Il grandit à Paradise Valley en Arizona.
Après deux années d'études au California Institute of the Arts (CalArts), Glen Keane commence sa carrière d’animateur chez Disney en 1974 et travaille sur Les Aventures de Bernard et Bianca (1977). En 1975, pendant la production de ce film, Keane épouse Linda Hesselroth ; ensemble ils donneront naissance à Claire Keane, également artiste, et à l’infographiste Max Keane.
Son talent le fait évoluer rapidement nommé superviseur de l'animation sur la prochaine production, Rox et Rouky (1981). Glen supervise l'animation du combat entre le renard et l’ours dans Rox et Rouky, avec comme intervalliste John Lasseter, entré chez Disney après lui.
Après l'échec commercial du film Taram et le Chaudron magique (1985), Glen Keane fut contraint de quitter les studios Disney pour Bagdasarian Productions et travailler sur Les Aventures des Chipmunks (1987), le premier film d'Alvin et les Chipmunks avant de retourner chez Disney.
Il est entre autres le créateur d'Ariel dans La Petite Sirène ou de l'héroïne Pocahontas (1995) mais aussi de la Bête dans La Belle et la Bête (1991) et Aladdin dans Aladdin.
Il réalise un travail important sur le film Tarzan sur lequel il fut chargé de l'animation du personnage principal et de ses déplacements dans les arbres, inspirés des mouvements du surf.
Mais pendant son travail sur Tarzan il ne travaillait pas au studio de Burbank mais aux studios Walt Disney français à Paris.
En 2009, il supervise l'animation du cinquantième long métrage d'animation de Disney, Raiponce (2010), au sein des Walt Disney Animation Studios.
Le 23 mars 2012, Keane annonce son départ des studios après 38 ans de carrière.
En 2018, il reçoit, pour l'ensemble de sa carrière, le prix Reuben, principale distinction du dessin de presse et d'humour aux États-Unis, encore jamais attribuée à un animateur.

## Filmographie

### Réalisateur
- 2014 : Duet
- 2015 : Nephtali
- 2017 : Dear Basketball
- 2017 : The 19th Annual Animation Show of Shows
- 2020 : Voyage vers la Lune avec John Kahrs

### Scénariste
- 1995 : Pocahontas : Une légende indienne
- 1999 : Tarzan

### Animateur
- 1972-1973 : Lassie's Rescue Rangers : 16 épisodes
- 1973 : My Favorite Martians
- 1973 : Mission Magic : 16 épisodes
- 1973-1974 : Star Trek : 22 épisodes
- 1977 : Les Aventures de Bernard et Bianca
- 1977 : Peter et Elliott le dragon
- 1979 : A Family Circus Christmas
- 1981 : Rox et Rouky
- 1982 : A Family Circus Easter
- 1983 : Le Noël de Mickey
- 1985 : Taram et le Chaudron magique
- 1986 : Basil, détective privé
- 1987 : The Chipmunk Adventure
- 1988 : Oliver et Compagnie
- 1989 : La Petite Sirène
- 1990 : Bernard et Bianca au pays des kangourous
- 1991 : La Belle et la Bête
- 1992 : Aladdin
- 1995 : Pocahontas : Une légende indienne
- 1996 : Couacs en vrac : 2 épisodes
- 1999 : Tarzan
- 2002 : La Planète au trésor : Un nouvel univers
- 2003 : Mickey's PhilharMagic
- 2009 : La Princesse et la Grenouille
- 2010 : Raiponce
- 2012 : Paperman
- 2014 : Duet
- 2015 : Nephtali
- 2017 : Dear Basketball
- 2020 : Voyage vers la Lune

### Artiste de storyboard
- 1987 : The Chipmunk Adventure
- 1990 : Bernard et Bianca au pays des kangourous
- 1995 : Pocahontas : Une légende indienne
- 1996 : Couacs en vrac
- 2012 : Les Mondes de Ralph
- 2013 : Puyopuyo!! Quest
- 2020 : Voyage vers la Lune